# Gamble Rumble
『Gamble Rumble』(갬블 럼블)은 move의 10번째 싱글 앨범이다.

## 개요
- 곡조는 유로비트로 152bpm을 자랑해 move의 악곡 중에 상당히 빠른 편에 들어간다.
- 많은 타이업이 매상을 백업했다.
- 그동안에 나온 베스트 앨범에 모조리 들어갔다.
- Animelo Summer Live 2007, 2008에서 연주되었다.
- 2008년에 모모이 하루코가 자신의 앨범인 「more&more quality RED ～Anime Song Cover～」에서 이 곡을 커버링 했는데 편곡에 t-kimura, 랩은 motsu가 담당해 사실상 보컬만 바뀐 라인이 되었다.

## 수록곡
1. Gamble Rumble
  - 작사：motsu, 작곡・편곡：t-kimura
  - 극장용 애니메이션「이니셜 D Third Stage」오프닝곡
  - 게임 「이니셜 D Special Stage」,「이니셜 D Arcade Stage Ver.3」오프닝곡
2. strike on
  - 작사：motsu, 작곡・편곡：t-kimura
  - 극장용 애니메이션「이니셜 D Third Stage」극중 삽입곡
3. destiny
  - 작사：motsu, 작곡・편곡：t-kimura
4. Gamble Rumble(yin to deep mix:motsu)
  - 작사：motsu, 작곡：t-kimura, 편곡:motsu・t-kimura
5. Gamble Rumble(TV MIX)
6. strike on(TV MIX)
7. destiny(TV MIX)

## 같이 보기
- 이니셜 D
- Animelo Summer Live